# Odinsbarn
Odinsbarn är första boken i trilogin Korpringarna av Siri Pettersen. Odinsbarn kom ut i september 2013 på Gyldendal Norsk Forlag, och på svenska i februari 2015 på B. Wahlströms bokförlag. Boken fick 2014 års Fabelpris (norska: Fabelprisen). Den blev även nominerad till Bokhandlarpriset, Kulturdepartementets debutantpris och Bokbloggpriset.
Uppföljaren heter Röta (norska: Råta) och kom ut på norska i oktober 2014, och på svenska i september 2015. Den tredje delen Kraften (norska: Evna), kom ut på norska i oktober 2015 och på svenska i april 2016.

### Fotnoter
1. ↑  Steven Ekholm (21 februari 2015). ”Blivande klassiker. Berättelsen om Hirka är befriad från klichéer”. Dagens nyheter. http://www.dn.se/arkiv/kultur/blivande-klassiker-berattelsen-om-hirka-ar-befriad-fran-klicheer. Läst 1 januari 2016.